# Стрільба на літніх Олімпійських іграх 2020 — скит (жінки)
Змагання зі стендової стрільби в дисципліні скит серед жінок на літніх Олімпійських іграх 2020 відбулися 25 - 26 липня в Стрілецькому парку Асака. 

## Рекорди
Перед початком змагань світовий і олімпійський рекорди були такими:
| Рекорд кваліфікації | Рекорд кваліфікації | Рекорд кваліфікації | Рекорд кваліфікації | Рекорд кваліфікації |
| ------------------- | ------------------- | ------------------- | ------------------- | ------------------- |
| Світовий рекорд     | Вей Мен (CHN)       | 124                 | Доха, Катар         | 10 листопада 2019   |
| Олімпійський рекорд | Не встановлено      | –                   | –                   | –                   |

| Рекорд фіналу       | Рекорд фіналу  | Рекорд фіналу | Рекорд фіналу                       | Рекорд фіналу  |
| ------------------- | -------------- | ------------- | ----------------------------------- | -------------- |
| Світовий рекорд     | Вей Мен (CHN)  | 59            | Аль-Айн, Об'єднані Арабські Емірати | 12 жовтня 2019 |
| Олімпійський рекорд | Не встановлено | –             | –                                   | –              |

## Розклад
Вказано Японський стандартний час (UTC+9)
| Дата                                           | Час   | Раунд        |
| ---------------------------------------------- | ----- | ------------ |
| Неділя, 25 липня 2021 Понеділок, 26 липня 2021 | 9:00  | Кваліфікація |
| Понеділок, 26 липня 2021                       | 14:50 | Фінал        |

## Результати

### Кваліфікація
| Місце | Спортсменка            | Країна                           | 1            | 2            | 3            | 4            | 5            | Загалом      | Примітки     |
| ----- | ---------------------- | -------------------------------- | ------------ | ------------ | ------------ | ------------ | ------------ | ------------ | ------------ |
| 1     | Вей Мен                | Китай (CHN)                      | 25           | 25           | 25           | 24           | 25           | 124          | Q, =WR, OR   |
| 2     | Діана Бакосі           | Італія (ITA)                     | 25           | 25           | 25           | 24           | 24           | 123          | Q            |
| 3     | Амбер Інгліш           | США (USA)                        | 23           | 25           | 24           | 24           | 25           | 121          | Q            |
| 4     | Ісарапа Імпрасертсук   | Таїланд (THA)                    | 23           | 24           | 25           | 24           | 24           | 120+6        | Q            |
| 5     | Надіне Месершмідт      | Німеччина (GER)                  | 24           | 24           | 24           | 24           | 24           | 120+5        | Q            |
| 6     | Наталія Виноградова    | Олімпійський комітет Росії (ROC) | 25           | 25           | 23           | 23           | 24           | 120+1        | Q            |
| 7     | Андрі Елефтеріу        | Кіпр (CYP)                       | 24           | 24           | 23           | 23           | 25           | 119          |              |
| 8     | Ірина Маловиченко      | Україна (UKR)                    | 24           | 24           | 23           | 25           | 23           | 119          |              |
| 9     | Люсі Анастассіу        | Франція (FRA)                    | 24           | 23           | 25           | 24           | 23           | 119          |              |
| 10    | Остін Сміт             | США (USA)                        | 23           | 25           | 25           | 23           | 23           | 119          |              |
| 11    | Сутія Дживчалуміт      | Таїланд (THA)                    | 23           | 23           | 24           | 23           | 25           | 118          |              |
| 12    | Габріела Родрігес      | Мексика (MEX)                    | 23           | 23           | 24           | 24           | 24           | 118          |              |
| 13    | Данка Бартекова        | Словаччина (SVK)                 | 24           | 22           | 25           | 24           | 23           | 118          |              |
| 14    | Барбора Шумова         | Чехія (CZE)                      | 24           | 24           | 23           | 24           | 23           | 118          |              |
| 15    | Zilia Batyrshina       | Олімпійський комітет Росії (ROC) | 22           | 23           | 23           | 25           | 24           | 117          |              |
| 16    | Ібтіссам Марірхі       | Марокко (MAR)                    | 22           | 23           | 24           | 25           | 23           | 117          |              |
| 17    | Чжан Дунлянь           | Китай (CHN)                      | 23           | 24           | 23           | 24           | 22           | 116          |              |
| 18    | Меліса Хіль            | Аргентина (ARG)                  | 23           | 24           | 23           | 22           | 23           | 115          |              |
| 19    | Александра Ярмолінська | Польща (POL)                     | 22           | 23           | 24           | 21           | 24           | 114          |              |
| 20    | К'яра Кайнеро          | Італія (ITA)                     | 22           | 22           | 23           | 24           | 23           | 114          |              |
| 21    | Наоко Ісіхара          | Японія (JPN)                     | 24           | 21           | 23           | 23           | 23           | 114          |              |
| 22    | Зоя Кравченко          | Казахстан (KAZ)                  | 24           | 22           | 22           | 24           | 21           | 113          |              |
| 23    | Франциска Кроветто     | Чилі (CHI)                       | 24           | 21           | 21           | 22           | 24           | 112          |              |
| 24    | Мар'ям Хассані         | Бахрейн (BRN)                    | 22           | 22           | 22           | 23           | 23           | 112          |              |
| 25    | Лора Коулз             | Австралія (AUS)                  | 24           | 22           | 22           | 24           | 20           | 112          |              |
| 26    | Ассем Оринбай          | Казахстан (KAZ)                  | 23           | 22           | 24           | 19           | 23           | 111          |              |
| 27    | Хлоя Тіппл             | Нова Зеландія (NZL)              | 22           | 18           | 22           | 23           | 23           | 108          |              |
| 28    | К'яра Коста            | Сенегал (SEN)                    | 25           | 20           | 22           | 23           | 18           | 108          |              |
| 29    | Ембер Гілл             | Велика Британія (GBR)            | Не стартував | Не стартував | Не стартував | Не стартував | Не стартував | Не стартував | Не стартував |

### Фінал
| Місце | Спортсменка                | Серії | Серії | Серії | Серії | Серії | Серії | Примітки |
| Місце | Спортсменка                | 1     | 2     | 3     | 4     | 5     | 6     | Примітки |
| ----- | -------------------------- | ----- | ----- | ----- | ----- | ----- | ----- | -------- |
| 1     | Амбер Інгліш (USA)         | 10    | 19    | 28    | 38    | 47    | 56    | OR       |
| 2     | Діана Бакосі (ITA)         | 10    | 19    | 29    | 38    | 47    | 55    |          |
| 3     | Вей Мен (CHN)              | 9     | 17    | 27    | 36    | 46    |       |          |
| 4     | Ісарапа Імпрасертсук (THA) | 9     | 18    | 27    | 36    |       |       |          |
| 5     | Надіне Месершмідт (GER)    | 9     | 17    | 26    |       |       |       |          |
| 6     | Наталія Виноградова (ROC)  | 8     | 17    |       |       |       |       |          |